# Lubka Kolessa
Lubka Kolessa (Lemberg, Galitzia (Lwiw, Ucrania), 9 de mayo de 1902-Toronto, Canadá, 15 de agosto de 1997) fue una pianista y profesora ucraniana.

## Vida
Lubka Kolessa provenía de una familia de músicos que tuvo varios miembros compositores y una violonchelista. Su tío Filaret Kolessa fue un conocido etnomusicólogo que se dedicó al estudio de la música folclórica ucraniana, su prima Mykola Kolessa fue una importante compositora y directora de orquesta ucraniana, su hermana más joven Chrystia (Viena 1916 - Ottawa 1978) fue una importante violonchelista.
Lubka Kolessa recibió sus primeras lecciones de piano de su abuela, que había estudiado piano con un alumno de Chopin. En 1904 la familia se trasladó a Viena porque su padre, el profesor universitario Oleksandr Kolessa, había sido elegido diputado en el Reichsrat austríaco.  En Viena estudió en la Academia de Música de Viena con Louis Thern y Emil von Sauer.
En 1918, cuando solo tenía 16 años recibió el Premio Estatal de Austria y el Premio Bösendorfer .  En 1920 recibió su diploma final de la Academia. El 14 de marzo de 1924 ya debutó con la Filarmónica de Berlín.  La joven pianista tocaba como solista con las mejores orquestas y directores de Europa y pronto se ganó la reputación de ser una excelente concertista que casi todos los años daba conciertos en Berlín.
En 1928 emprendió una gira triunfal por su tierra natal, la entonces Ucrania soviética, con la que sentía fuertes vínculos. A finales de 1928, fue la última pianista clásica que en Friburgo de Brisgovia grabó seis piezas en rollos de piano para piano de reproducción Welte-Mignon, incluidas las Variaciones sobre una canción popular ucraniana de Nestor Nyžankovskij.  En 1929 y 1930 asistió a clases magistrales del pianista y compositor Eugen d'Albert, que influyó fuertemente en su estilo.
Kolessa fue a Inglaterra en 1937. El 21 de mayo de 1937 realizó un concierto en la televisión británica vestida con el traje nacional ucraniano.  En 1938 emprendió una gira por América del Sur. Continuó dando conciertos en el continente europeo hasta 1939 y ese mismo año grabó una serie de discos para His Master's Voice en Alemania. El 13 de marzo de 1939, dos días antes de la invasión de las tropas alemanas, se casó con el diplomático británico Tracy Philipps en Praga.  En 1940, en el apogeo de su carrera como concertista de piano, se trasladó de Inglaterra a Ottawa, Canadá. Desde 1942 enseñó en el Real Conservatorio de Música de Toronto, de 1955 a 1966 en la École de Musique Vincent-d'Indy de Montreal, de 1960 a 1971 en la Universidad McGill de Montreal y en 1959 y 1960 en Nueva York en la Escuela de Música Ucraniana y también el Conservatorio de Música y Arte Dramático de Quebec. Dio numerosos conciertos en América del Norte y del Sur y fue considerada una de las mejores y más solicitadas pianistas del continente. En 1954 volvió a tocar en Europa, incluso con la Filarmónica de Berlín, después abandonó en gran medida sus actividades concertísticas y se dedicó principalmente a sus actividades docentes.
Sus alumnos incluyeron compositores como Clermont Pépin y John Hawkins, directores como Mario Bernardi y pianistas como Howard Brown. 
En 2003, con motivo de su centenario se estableció una beca en la Universidad McGill en su memoria, denominada Fondo de Becas de Piano Lubka Kolessa.